# Georgi Markov (sollevatore)
Georgi Markov Markov (in bulgaro Георги Марков Марков?; Burgas, 12 marzo 1978) è un ex sollevatore bulgaro medagliato olimpico e campione mondiale ed europeo che ha gareggiato nelle categorie dei pesi leggeri (fino a 69 kg.), dei pesi medi (fino a 77 kg.) e dei pesi massimi leggeri (fino a 85 kg.).

## Carriera
Dopo essere stato vice-campione mondiale nelle categorie juniores, all'età di 21 anni Georgi Markov vinse la medaglia d'argento ai Campionati europei di A Coruña 1999 nella categoria dei pesi medi con 360 kg. nel totale.
Nel 2000 Markov scese alla categoria inferiore dei pesi leggeri e vinse la medaglia d'argento ai Campionati europei di Sofia con 337,5 kg. nel totale. Qualche mese dopo, alle Olimpiadi di Sydney 2000, conquistò la medaglia d'argento con 352,5 kg. nel totale, battuto dal connazionale Gălăbin Boevski (357,5 kg.).
Il 2002 fu l'anno di maggior successo per Markov, durante il quale, tornato alla categoria dei pesi medi, riuscì dapprima a vincere la medaglia d'oro ai Campionati europei di Antalya con 367,5 kg. nel totale, davanti al connazionale Zlatan Vanev (362,5 kg.), e successivamente a conquistare il titolo mondiale ai Campionati mondiali di Varsavia con 370 kg. nel totale, battendo il russo Oleg Perepečënov (367,5 kg.) e l'iraniano Mohammad Hossein Barkhah (365 kg.).
L'anno seguente Markov vinse il suo secondo titolo europeo ai Campionati europei di Loutraki con 367,5 kg. nel totale. Nel corso dello stesso anno, durante i Campionati mondiali di Vancouver, Markov, insieme ai connazionali Boevski e Vanev, violò le regole antidoping e per questo ricevette una squalifica di 18 mesi.
Dopo il rientro da tale squalifica, Markov ottenne la medaglia di bronzo ai Campionati europei di Władysławowo 2006 con 351 kg. nel totale, alle spalle dell'armeno Gevorg Davtyan (360 kg.) e del russo Vladislav Lukanin (352 kg.). Subito dopo passò alla categoria superiore dei pesi massimi leggeri, classificandosi al 10º posto finale ai Campionati mondiali di Santo Domingo 2006 con 355 kg. nel totale, e al 5º posto finale ai Campionati mondiali di Chiang Mai 2007 con 365 kg. nel totale.
Nel 2008 Markov vinse un'altra medaglia di bronzo ai Campionati europei di Lignano Sabbiadoro con 362 kg. nel totale. Poco prima delle Olimpiadi di Pechino 2008 Markov fu trovato positivo al doping durante un controllo insieme ad altri dieci sollevatori bulgari e, pertanto, in quanto recidivo, venne squalificato a vita.
Nel corso della sua carriera Markov stabilì un record mondiale nella prova di strappo della categoria dei pesi leggeri.